# Campeonato de Fútbol Femenino de Primera División A 2018-19 (Argentina)
El Campeonato de Fútbol Femenino de Primera División A 2018-19 fue el 41.° torneo de la Primera División Femenina de Argentina. Fue organizado por la Asociación del Fútbol Argentino. Comenzó el 15 de septiembre de 2018 y finalizó el 12 de mayo de 2019.
El campeón del torneo fue el Club Deportivo UAI Urquiza que logró el bicampeonato y su quinto título en la historia. Como campeón, alcanzó la clasificación directa a la Copa Libertadores Femenina 2019. Este fue el último torneo disputado de la era amateur.

## Ascensos y descensos
| Pos.      | Equipos ascendidos de la segunda división 2017-18 |
| --------- | ------------------------------------------------- |
| 1.º       | Independiente                                     |
| 2.°       | Lanús                                             |
| Gan. red. | Racing Club                                       |

| Pos. | Equipos descendidos en la temporada 2017-18 |
| ---- | ------------------------------------------- |
| 14.º | Hebraica                                    |

De esta manera, el número de participantes aumentó a 16.

## Sistema de disputa
Se estableció una instancia preliminar, llamada Fase Clasificatoria, en la que los 16 equipos participantes fueron divididos en dos zonas A y B, cada una compuesta por 8 equipos. Dicha etapa se desarrolló en una rueda por el sistema de todos contra todos, enfrentándose cada equipo con sus respectivos rivales de zona, intercalándose dos fechas interzonales —1.ª y 9.ª—. Los cuatro primeros de cada zona clasificaron a la Fase campeonato, y los cuatro restantes pasaron a la Fase permanencia.

### Fase Campeonato
Los 8 equipos clasificados integraron un grupo único, desarrollado bajo el sistema de todos contra todos a dos ruedas. El equipo que al final de la fase sumó más puntos se consagró campeón y clasificó a la Copa Libertadores Femenina 2019.

### Fase Permanencia
Los 8 equipos ubicados entre las posiciones quinta y octava de cada zona de la Fase clasificatoria disputaron la Fase permanencia, que se desarrolló por el sistema de todos contra todos a dos ruedas. Los dos equipos que al finalizar la fase sumaron menos puntos descendieron al Campeonato de Fútbol Femenino de Primera División B.

## Equipos participantes
| Equipo           | Ciudad        |
| ---------------- | ------------- |
| Atlanta          | Buenos Aires  |
| Boca Juniors     | Buenos Aires  |
| Deportivo Morón  | Morón         |
| El Porvenir      | Gerli         |
| Estudiantes      | La Plata      |
| Excursionistas   | Buenos Aires  |
| Huracán          | Buenos Aires  |
| Independiente    | Avellaneda    |
| Lanús            | Lanús         |
| Platense         | Vicente López |
| Racing Club      | Avellaneda    |
| River Plate      | Buenos Aires  |
| San Lorenzo      | Buenos Aires  |
| UAI Urquiza      | Villa Lynch   |
| UBA              | Buenos Aires  |
| Villa San Carlos | Berisso       |

### Distribución geográfica de los equipos
| Región                 | Cant. | Equipos                                                                                 |
| ---------------------- | ----- | --------------------------------------------------------------------------------------- |
| Ciudad de Buenos Aires | 7     | Atlanta, Boca Juniors, Excursionistas, Huracán, River Plate, San Lorenzo y UBA          |
| Conurbano bonaerense   | 7     | Deportivo Morón, El Porvenir, Independiente, Lanús, Platense, Racing Club y UAI Urquiza |
| Gran La Plata          | 2     | Estudiantes y Villa San Carlos                                                          |

## Fase clasificatoria

### Zona A
| Pos. | Equipo           | Pts. | PJ | PG | PE | PP | GF | GC | Dif. |
| ---- | ---------------- | ---- | -- | -- | -- | -- | -- | -- | ---- |
| 01.º | Racing Club      | 22   | 9  | 7  | 1  | 1  | 21 | 3  | 18   |
| 02.º | Boca Juniors     | 20   | 9  | 6  | 2  | 1  | 25 | 2  | 23   |
| 03.º | Lanús            | 18   | 9  | 6  | 0  | 3  | 10 | 7  | 3    |
| 04.º | San Lorenzo      | 17   | 9  | 5  | 2  | 2  | 18 | 11 | 7    |
| 05.º | Platense         | 13   | 9  | 4  | 1  | 4  | 17 | 15 | 2    |
| 06.º | Estudiantes (LP) | 11   | 9  | 3  | 2  | 4  | 10 | 11 | −1   |
| 07.º | Atlanta          | 6    | 9  | 2  | 0  | 7  | 8  | 26 | −18  |
| 08.º | Deportivo Morón  | 0    | 9  | 0  | 0  | 9  | 3  | 36 | −33  |

|  | Equipos clasificados a la Fase Campeonato.  |
|  | Equipos clasificados a la Fase Permanencia. |

### Zona B
| Pos. | Equipo           | Pts. | PJ | PG | PE | PP | GF | GC | Dif. |
| ---- | ---------------- | ---- | -- | -- | -- | -- | -- | -- | ---- |
| 01.º | UAI Urquiza      | 25   | 9  | 8  | 1  | 0  | 62 | 6  | 56   |
| 02.º | River Plate      | 17   | 9  | 5  | 2  | 2  | 33 | 11 | 22   |
| 03.º | UBA              | 13   | 9  | 4  | 1  | 4  | 21 | 20 | 1    |
| 04.º | Huracán          | 11   | 9  | 3  | 2  | 4  | 13 | 19 | −6   |
| 05.º | Independiente    | 9    | 9  | 2  | 3  | 4  | 9  | 22 | −13  |
| 06.º | El Porvenir      | 8    | 9  | 2  | 2  | 5  | 13 | 36 | −23  |
| 07.º | Excursionistas   | 8    | 9  | 2  | 2  | 5  | 7  | 32 | −25  |
| 08.º | Villa San Carlos | 7    | 9  | 2  | 1  | 6  | 11 | 24 | −13  |

|  | Equipos clasificados a la Fase Campeonato.  |
|  | Equipos clasificados a la Fase Permanencia. |

### Resultados
| Fecha 1          | Fecha 1      | Fecha 1          | Fecha 1          | Fecha 1      |
| Interzonales     | Interzonales | Interzonales     | Interzonales     | Interzonales |
| Local            | Resultado    | Visitante        | Fecha            | Hora         |
| ---------------- | ------------ | ---------------- | ---------------- | ------------ |
| Lanús            | 2 - 0        | Huracán          | 15 de septiembre |              |
| Boca Juniors     | 1 - 1        | River Plate      | 16 de septiembre | 15:00        |
| San Lorenzo      | 0 - 5        | UAI Urquiza      | 16 de septiembre |              |
| Deportivo Morón  | 1 - 3        | El Porvenir      | 16 de septiembre |              |
| Racing Club      | 1 - 0        | Independiente    | 16 de septiembre |              |
| Atlanta          | 1 - 2        | Excursionistas   | 16 de septiembre |              |
| Estudiantes (LP) | 2 - 1        | Villa San Carlos | 16 de septiembre |              |
| Platense         | 0 - 2        | UBA              | 16 de septiembre |              |

| Fecha 2          | Fecha 2   | Fecha 2      | Fecha 2          | Fecha 2 |
| Zona 1           | Zona 1    | Zona 1       | Zona 1           | Zona 1  |
| Local            | Resultado | Visitante    | Fecha            | Hora    |
| ---------------- | --------- | ------------ | ---------------- | ------- |
| Deportivo Morón  | 0 - 9     | Boca Juniors | 23 de septiembre |         |
| Atlanta          | 1 - 8     | San Lorenzo  | 23 de septiembre |         |
| Racing Club      | 3 - 1     | Platense     | 23 de septiembre |         |
| Estudiantes (LP) | 1 - 2     | Lanús        | 23 de septiembre |         |
| Zona 2           |           |              |                  |         |
| Local            | Resultado | Visitante    | Fecha            | Hora    |
| El Porvenir      | 2 - 6     | River Plate  | 22 de septiembre |         |
| Independiente    | 3 - 1     | UBA          | 23 de septiembre |         |
| Excursionistas   | 0 - 12    | UAI Urquiza  | 23 de septiembre |         |
| Villa San Carlos | 1 - 2     | Huracán      | 27 de septiembre |         |

| Fecha 3          | Fecha 3   | Fecha 3         | Fecha 3          | Fecha 3 |
| Zona 1           | Zona 1    | Zona 1          | Zona 1           | Zona 1  |
| Local            | Resultado | Visitante       | Fecha            | Hora    |
| ---------------- | --------- | --------------- | ---------------- | ------- |
| San Lorenzo      | 0 - 0     | Boca Juniors    | 27 de septiembre |         |
| Lanús            | 0 - 1     | Racing Club     | 3 de octubre     |         |
| Platense         | 2 - 0     | Atlanta         | 4 de octubre     |         |
| Estudiantes (LP) | 5 - 0     | Deportivo Morón | 4 de octubre     |         |
| Zona 2           |           |                 |                  |         |
| Local            | Resultado | Visitante       | Fecha            | Hora    |
| UAI Urquiza      | 3 - 2     | River Plate     | 27 de septiembre |         |
| Villa San Carlos | 3 - 0     | El Porvenir     | 4 de octubre     |         |
| UBA              | 2 - 2     | Excursionistas  | 4 de octubre     |         |
| Huracán          | 0 - 0     | Independiente   | 4 de octubre     |         |

| Fecha 4         | Fecha 4   | Fecha 4          | Fecha 4      | Fecha 4 |
| Zona 1          | Zona 1    | Zona 1           | Zona 1       | Zona 1  |
| Local           | Resultado | Visitante        | Fecha        | Hora    |
| --------------- | --------- | ---------------- | ------------ | ------- |
| Racing Club     | 2 - 0     | Estudiantes (LP) | 6 de octubre |         |
| Boca Juniors    | 5 - 0     | Platense         | 7 de octubre |         |
| Deportivo Morón | 0 - 4     | San Lorenzo      | 7 de octubre |         |
| Atlanta         | 0 - 2     | Lanús            | 7 de octubre |         |
| Zona 2          |           |                  |              |         |
| Local           | Resultado | Visitante        | Fecha        | Hora    |
| El Porvenir     | 0 - 14    | UAI Urquiza      | 7 de octubre |         |
| River Plate     | 2 - 1     | UBA              | 7 de octubre |         |
| Excursionistas  | 0 - 5     | Huracán          | 7 de octubre |         |
| Independiente   | 3 - 2     | Villa San Carlos | 8 de octubre |         |

| Fecha 5          | Fecha 5   | Fecha 5         | Fecha 5       | Fecha 5 |
| Zona 1           | Zona 1    | Zona 1          | Zona 1        | Zona 1  |
| Local            | Resultado | Visitante       | Fecha         | Hora    |
| ---------------- | --------- | --------------- | ------------- | ------- |
| Lanús            | 0 - 3     | Boca Juniors    | 13 de octubre |         |
| Racing Club      | 5 - 1     | Deportivo Morón | 13 de octubre |         |
| Platense         | 4 - 0     | San Lorenzo     | 14 de octubre |         |
| Estudiantes (LP) | 1 - 0     | Atlanta         | 14 de octubre |         |
| Zona 2           |           |                 |               |         |
| Local            | Resultado | Visitante       | Fecha         | Hora    |
| UBA              | 1 - 5     | UAI Urquiza     | 13 de octubre |         |
| Huracán          | 1 - 1     | River Plate     | 13 de octubre |         |
| Independiente    | 3 - 3     | El Porvenir     | 14 de octubre |         |
| Villa San Carlos | 2 - 0     | Excursionistas  | 14 de octubre |         |

| Fecha 6         | Fecha 6   | Fecha 6          | Fecha 6       | Fecha 6 |
| Zona 1          | Zona 1    | Zona 1           | Zona 1        | Zona 1  |
| Local           | Resultado | Visitante        | Fecha         | Hora    |
| --------------- | --------- | ---------------- | ------------- | ------- |
| Boca Juniors    | 3 - 0     | Estudiantes (LP) | 19 de octubre |         |
| Atlanta         | 0 - 8     | Racing Club      | 20 de octubre |         |
| San Lorenzo     | 2 - 0     | Lanús            | 20 de octubre |         |
| Deportivo Morón | 0 - 5     | Platense         | 20 de octubre |         |
| Zona 2          |           |                  |               |         |
| Local           | Resultado | Visitante        | Fecha         | Hora    |
| River Plate     | 7 - 0     | Villa San Carlos | 20 de octubre |         |
| Excursionistas  | 1 - 0     | Independiente    | 20 de octubre |         |
| UAI Urquiza     | 10 - 1    | Huracán          | 21 de octubre |         |
| El Porvenir     | 2 - 5     | UBA              | 21 de octubre |         |

| Fecha 7          | Fecha 7   | Fecha 7         | Fecha 7       | Fecha 7 |
| Zona 1           | Zona 1    | Zona 1          | Zona 1        | Zona 1  |
| Local            | Resultado | Visitante       | Fecha         | Hora    |
| ---------------- | --------- | --------------- | ------------- | ------- |
| Lanús            | 1 - 0     | Platense        | 27 de octubre |         |
| Racing Club      | 1 - 0     | Boca Juniors    | 27 de octubre |         |
| Estudiantes (LP) | 0 - 2     | San Lorenzo     | 28 de octubre |         |
| Atlanta          | 3 - 1     | Deportivo Morón | 28 de octubre |         |
| Zona 2           |           |                 |               |         |
| Local            | Resultado | Visitante       | Fecha         | Hora    |
| Huracán          | 1 - 2     | UBA             | 27 de octubre |         |
| Excursionistas   | 1 - 1     | El Porvenir     | 28 de octubre |         |
| Villa San Carlos | 1 - 6     | UAI Urquiza     | 28 de octubre |         |
| Independiente    | 0 - 8     | River Plate     | 28 de octubre |         |

| Fecha 8         | Fecha 8   | Fecha 8          | Fecha 8         | Fecha 8 |
| Zona 1          | Zona 1    | Zona 1           | Zona 1          | Zona 1  |
| Local           | Resultado | Visitante        | Fecha           | Hora    |
| --------------- | --------- | ---------------- | --------------- | ------- |
| Deportivo Morón | 0 - 1     | Lanús            | 4 de noviembre  |         |
| Platense        | 1 - 1     | Estudiantes (LP) | 4 de noviembre  |         |
| San Lorenzo     | 1 - 0     | Racing Club      | 18 de noviembre |         |
| Boca Juniors    | 1 - 0     | Atlanta          | 8 de diciembre  |         |
| Zona 2          |           |                  |                 |         |
| Local           | Resultado | Visitante        | Fecha           | Hora    |
| River Plate     | 6 - 0     | Excursionistas   | 3 de noviembre  |         |
| UBA             | 4 - 1     | Villa San Carlos | 4 de noviembre  |         |
| El Porvenir     | 1 - 3     | Huracán          | 4 de noviembre  |         |
| UAI Urquiza     | 6 - 0     | Independiente    | 8 de diciembre  |         |

| Fecha 9          | Fecha 9      | Fecha 9          | Fecha 9         | Fecha 9      |
| Interzonales     | Interzonales | Interzonales     | Interzonales    | Interzonales |
| Local            | Resultado    | Visitante        | Fecha           | Hora         |
| ---------------- | ------------ | ---------------- | --------------- | ------------ |
| El Porvenir      | 1 - 0        | Deportivo Morón  | 17 de noviembre |              |
| Huracán          | 0 - 2        | Lanús            | 16 de diciembre | 17:00        |
| River Plate      | 0 - 3        | Boca Juniors     | 16 de diciembre | 9:00         |
| UAI Urquiza      | 1 - 1        | San Lorenzo      | 16 de diciembre | 17:00        |
| Independiente    | 0 - 0        | Racing Club      | 16 de diciembre | 17:00        |
| Excursionistas   | 1 - 3        | Atlanta          | 16 de diciembre | 17:00        |
| Villa San Carlos | 0 - 0        | Estudiantes (LP) | 16 de diciembre | 17:00        |
| UBA              | 3 - 4        | Platense         | 15 de diciembre | 09:00        |

## Fase Campeonato
| Pos. | Equipo       | Pts. | PJ | PG | PE | PP | GF | GC | Dif. |
| ---- | ------------ | ---- | -- | -- | -- | -- | -- | -- | ---- |
| 01.º | UAI Urquiza  | 37   | 14 | 12 | 1  | 1  | 66 | 10 | 56   |
| 02.º | Boca Juniors | 32   | 14 | 10 | 2  | 2  | 64 | 8  | 56   |
| 03.º | River Plate  | 32   | 14 | 10 | 2  | 2  | 31 | 15 | 16   |
| 04.º | San Lorenzo  | 24   | 14 | 7  | 3  | 4  | 33 | 26 | 7    |
| 05.º | UBA          | 11   | 14 | 3  | 2  | 9  | 19 | 53 | −34  |
| 06.º | Racing Club  | 9    | 14 | 2  | 3  | 9  | 15 | 45 | −30  |
| 07.º | Huracán      | 7    | 14 | 1  | 4  | 9  | 10 | 39 | −29  |
| 08.º | Lanús        | 6    | 14 | 1  | 3  | 10 | 7  | 49 | −42  |

|  | Campeón. Equipo clasificado a la Copa Libertadores Femenina 2019. |

### Resultados
| Fecha 1     | Fecha 1   | Fecha 1      | Fecha 1      | Fecha 1 |
| Local       | Resultado | Visitante    | Fecha        | Hora    |
| ----------- | --------- | ------------ | ------------ | ------- |
| River Plate | 3 - 1     | Boca Juniors | 9 de febrero | 9:00    |
| San Lorenzo | 0 - 0     | Racing Club  | 9 de febrero | 9:00    |
| Lanús       | 0 - 2     | UBA          | 9 de febrero | 17:00   |
| Huracán     | 0 - 3     | UAI Urquiza  | 9 de febrero | 17:00   |

| Fecha 2      | Fecha 2   | Fecha 2     | Fecha 2       | Fecha 2 |
| Local        | Resultado | Visitante   | Fecha         | Hora    |
| ------------ | --------- | ----------- | ------------- | ------- |
| UAI Urquiza  | 7 - 1     | UBA         | 16 de febrero | 9:00    |
| Racing Club  | 0 - 2     | River Plate | 16 de febrero | 17:00   |
| Boca Juniors | 7 - 0     | Huracán     | 16 de febrero | 17:30   |
| San Lorenzo  | 6 - 0     | Lanús       | 17 de febrero | 17:00   |

| Fecha 3     | Fecha 3   | Fecha 3      | Fecha 3       | Fecha 3 |
| Local       | Resultado | Visitante    | Fecha         | Hora    |
| ----------- | --------- | ------------ | ------------- | ------- |
| River Plate | 0 - 0     | San Lorenzo  | 23 de febrero | 9:00    |
| UBA         | 0 - 6     | Boca Juniors | 24 de febrero | 9:00    |
| Huracán     | 1 - 4     | Racing Club  | 24 de febrero | 17:00   |
| Lanús       | 0 - 8     | UAI Urquiza  | 17 de abril   | 15:30   |

| Fecha 4      | Fecha 4   | Fecha 4     | Fecha 4     | Fecha 4 |
| Local        | Resultado | Visitante   | Fecha       | Hora    |
| ------------ | --------- | ----------- | ----------- | ------- |
| San Lorenzo  | 5 - 2     | Huracán     | 1° de marzo | 17:00   |
| River Plate  | 2 - 0     | Lanús       | 3 de marzo  | 17:00   |
| Racing Club  | 4 - 1     | UBA         | 3 de marzo  | 17:00   |
| Boca Juniors | 1 - 2     | UAI Urquiza | 24 de abril | 15:30   |

| Fecha 5      | Fecha 5   | Fecha 5     | Fecha 5     | Fecha 5 |
| Local        | Resultado | Visitante   | Fecha       | Hora    |
| ------------ | --------- | ----------- | ----------- | ------- |
| UBA          | 1 - 4     | San Lorenzo | 9 de marzo  | 9:00    |
| Boca Juniors | 5 - 0     | Lanús       | 9 de marzo  | 19:00   |
| Huracán      | 0 - 0     | River Plate | 10 de marzo | 17:00   |
| UAI Urquiza  | 5 - 2     | Racing Club | 2 de mayo   | 15:30   |

| Fecha 6     | Fecha 6   | Fecha 6      | Fecha 6     | Fecha 6 |
| Local       | Resultado | Visitante    | Fecha       | Hora    |
| ----------- | --------- | ------------ | ----------- | ------- |
| River Plate | 4 - 3     | UBA          | 16 de marzo | 13:00   |
| San Lorenzo | 0 - 3     | UAI Urquiza  | 16 de marzo | 13:30   |
| Racing Club | 0 - 6     | Boca Juniors | 17 de marzo | 12:00   |
| Huracán     | 0 - 0     | Lanús        | 17 de marzo | 12:15   |

| Fecha 7      | Fecha 7   | Fecha 7     | Fecha 7     | Fecha 7 |
| Local        | Resultado | Visitante   | Fecha       | Hora    |
| ------------ | --------- | ----------- | ----------- | ------- |
| UBA          | 3 - 3     | Huracán     | 23 de marzo | 9:00    |
| Lanús        | 2 - 2     | Racing Club | 23 de marzo | 16:00   |
| Boca Juniors | 6 - 0     | San Lorenzo | 23 de marzo | 16:00   |
| UAI Urquiza  | 0 - 1     | River Plate | 23 de marzo | 16:00   |

| Fecha 8      | Fecha 8   | Fecha 8     | Fecha 8     | Fecha 8 |
| Local        | Resultado | Visitante   | Fecha       | Hora    |
| ------------ | --------- | ----------- | ----------- | ------- |
| UAI Urquiza  | 6 - 1     | Huracán     | 30 de marzo | 11:00   |
| Racing Club  | 0 - 2     | San Lorenzo | 30 de marzo | 16:00   |
| UBA          | 2 - 1     | Lanús       | 31 de marzo | 10:00   |
| Boca Juniors | 3 - 1     | River Plate | 2 de mayo   | 15:30   |

| Fecha 9     | Fecha 9   | Fecha 9      | Fecha 9    | Fecha 9 |
| Local       | Resultado | Visitante    | Fecha      | Hora    |
| ----------- | --------- | ------------ | ---------- | ------- |
| River Plate | 5 - 0     | Racing Club  | 6 de abril | 11:00   |
| Lanús       | 2 - 3     | San Lorenzo  | 6 de abril | 15:30   |
| Huracán     | 0 - 5     | Boca Juniors | 7 de abril | 15:00   |
| UBA         | 1 - 4     | UAI Urquiza  | 8 de mayo  | 15:30   |

| Fecha 10     | Fecha 10  | Fecha 10    | Fecha 10    | Fecha 10 |
| Local        | Resultado | Visitante   | Fecha       | Hora     |
| ------------ | --------- | ----------- | ----------- | -------- |
| San Lorenzo  | 2 - 3     | River Plate | 13 de abril | 11:00    |
| UAI Urquiza  | 9 - 0     | Lanús       | 13 de abril | 13:00    |
| Boca Juniors | 7 - 0     | UBA         | 13 de abril | 15:00    |
| Racing Club  | 0 - 2     | Huracán     | 14 de abril | 15:30    |

| Fecha 11    | Fecha 11  | Fecha 11     | Fecha 11    | Fecha 11 |
| Local       | Resultado | Visitante    | Fecha       | Hora     |
| ----------- | --------- | ------------ | ----------- | -------- |
| UBA         | 2 - 2     | Racing Club  | 18 de abril |          |
| Huracán     | 1 - 2     | San Lorenzo  | 20 de abril | 11:00    |
| Lanús       | 1 - 3     | River Plate  | 20 de abril | 15:30    |
| UAI Urquiza | 1 - 1     | Boca Juniors | 21 de abril | 15:30    |

| Fecha 12    | Fecha 12  | Fecha 12     | Fecha 12    | Fecha 12 |
| Local       | Resultado | Visitante    | Fecha       | Hora     |
| ----------- | --------- | ------------ | ----------- | -------- |
| Lanús       | 0 - 7     | Boca Juniors | 27 de abril | 15:30    |
| San Lorenzo | 7 - 1     | UBA          | 27 de abril | 17:00    |
| River Plate | 3 - 0     | Huracán      | 28 de abril | 15:00    |
| Racing Club | 1 - 8     | UAI Urquiza  | 28 de abril | 15:30    |

| Fecha 13     | Fecha 13  | Fecha 13    | Fecha 13  | Fecha 13 |
| Local        | Resultado | Visitante   | Fecha     | Hora     |
| ------------ | --------- | ----------- | --------- | -------- |
| Lanús        | 0 - 0     | Huracán     | 4 de mayo | 15:30    |
| Boca Juniors | 8 - 0     | Racing Club | 4 de mayo | 15:30    |
| UAI Urquiza  | 6 - 1     | San Lorenzo | 5 de mayo | 10:00    |
| UBA          | 1 - 4     | River Plate | 5 de mayo | 15:00    |

| Fecha 14    | Fecha 14  | Fecha 14     | Fecha 14   | Fecha 14 |
| Local       | Resultado | Visitante    | Fecha      | Hora     |
| ----------- | --------- | ------------ | ---------- | -------- |
| River Plate | 0 - 4     | UAI Urquiza  | 11 de mayo | 15:00    |
| Racing Club | 0 - 1     | Lanús        | 11 de mayo | 15:30    |
| San Lorenzo | 1 - 1     | Boca Juniors | 12 de mayo | 15:30    |
| Huracán     | 0 - 1     | UBA          | 12 de mayo | 15:30    |

## Fase Permanencia
| Pos. | Equipo           | Pts. | PJ | PG | PE | PP | GF | GC | Dif. |
| ---- | ---------------- | ---- | -- | -- | -- | -- | -- | -- | ---- |
| 01.º | Platense         | 33   | 14 | 10 | 3  | 1  | 44 | 9  | 35   |
| 02.º | Estudiantes (LP) | 32   | 14 | 10 | 2  | 2  | 28 | 13 | 15   |
| 03.º | Independiente    | 26   | 14 | 8  | 2  | 4  | 27 | 17 | 10   |
| 04.º | El Porvenir      | 17   | 14 | 4  | 5  | 5  | 25 | 31 | −6   |
| 05.º | Villa San Carlos | 16   | 14 | 3  | 7  | 4  | 23 | 23 | 0    |
| 06.º | Excursionistas   | 16   | 14 | 5  | 1  | 8  | 16 | 30 | −14  |
| 07.º | Atlanta          | 10   | 14 | 3  | 1  | 10 | 16 | 34 | −18  |
| 08.º | Deportivo Morón  | 6    | 14 | 1  | 3  | 10 | 13 | 35 | −22  |

|  | Descendieron a la segunda división. |

### Resultados
| Fecha 1          | Fecha 1   | Fecha 1          | Fecha 1       | Fecha 1 |
| Local            | Resultado | Visitante        | Fecha         | Hora    |
| ---------------- | --------- | ---------------- | ------------- | ------- |
| Villa San Carlos | 3 - 2     | Atlanta          | 10 de febrero | 9:00    |
| Platense         | 6 - 0     | El Porvenir      | 10 de febrero | 9:00    |
| Deportivo Morón  | 1 - 4     | Estudiantes (LP) | 10 de febrero | 17:00   |
| Excursionistas   | 0 - 1     | Independiente    | 10 de febrero | 17:00   |

| Fecha 2          | Fecha 2   | Fecha 2          | Fecha 2       | Fecha 2 |
| Local            | Resultado | Visitante        | Fecha         | Hora    |
| ---------------- | --------- | ---------------- | ------------- | ------- |
| Estudiantes (LP) | 0 - 2     | Platense         | 17 de febrero | 17:00   |
| El Porvenir      | 4 - 1     | Atlanta          | 17 de febrero | 17:00   |
| Independiente    | 4 - 0     | Deportivo Morón  | 17 de febrero | 17:00   |
| Excursionistas   | 1 - 4     | Villa San Carlos | 17 de febrero | 19:00   |

| Fecha 3          | Fecha 3   | Fecha 3          | Fecha 3       | Fecha 3 |
| Local            | Resultado | Visitante        | Fecha         | Hora    |
| ---------------- | --------- | ---------------- | ------------- | ------- |
| Deportivo Morón  | 0 - 1     | Excursionistas   | 23 de febrero | 17:00   |
| Atlanta          | 1 - 3     | Estudiantes (LP) | 23 de febrero | 17:00   |
| Villa San Carlos | 3 - 3     | El Porvenir      | 24 de febrero | 17:00   |
| Platense         | 0 - 0     | Independiente    | 27 de febrero | 9:00    |

| Fecha 4          | Fecha 4   | Fecha 4          | Fecha 4    | Fecha 4 |
| Local            | Resultado | Visitante        | Fecha      | Hora    |
| ---------------- | --------- | ---------------- | ---------- | ------- |
| Excursionistas   | 0 - 5     | Platense         | 2 de marzo |         |
| Deportivo Morón  | 1 - 1     | Villa San Carlos | 3 de marzo |         |
| Independiente    | 4 - 0     | Atlanta          | 3 de marzo |         |
| Estudiantes (LP) | 0 - 0     | El Porvenir      | 3 de marzo |         |

| Fecha 5          | Fecha 5   | Fecha 5          | Fecha 5     | Fecha 5 |
| Local            | Resultado | Visitante        | Fecha       | Hora    |
| ---------------- | --------- | ---------------- | ----------- | ------- |
| Villa San Carlos | 0 - 0     | Estudiantes (LP) | 9 de marzo  | 9:00    |
| Platense         | 1 - 1     | Deportivo Morón  | 9 de marzo  | 17:00   |
| El Porvenir      | 2 - 3     | Independiente    | 10 de marzo | 9:00    |
| Atlanta          | 2 - 3     | Excursionistas   | 17 de abril | 18:00   |

| Fecha 6         | Fecha 6   | Fecha 6          | Fecha 6     | Fecha 6     |
| Local           | Resultado | Visitante        | Fecha       | Hora        |
| --------------- | --------- | ---------------- | ----------- | ----------- |
| Platense        | 4 - 1     | Villa San Carlos | 16 de marzo | 11:00       |
| Deportivo Morón | 1 - 2     | Atlanta          | 16 de marzo | 16:00       |
| Independiente   | 0 - 1     | Estudiantes (LP) | 17 de marzo | 16:00       |
| Excursionistas  | [ n. 1 ]  | El Porvenir      | Suspendido. | Suspendido. |

| Fecha 7          | Fecha 7   | Fecha 7          | Fecha 7     | Fecha 7 |
| Local            | Resultado | Visitante        | Fecha       | Hora    |
| ---------------- | --------- | ---------------- | ----------- | ------- |
| El Porvenir      | 3 - 2     | Deportivo Morón  | 23 de marzo | 15:00   |
| Atlanta          | 1 - 6     | Platense         | 23 de marzo | 15:00   |
| Estudiantes (LP) | 3 - 2     | Excursionistas   | 23 de marzo | 15:30   |
| Independiente    | 4 - 1     | Villa San Carlos | 23 de marzo | 16:00   |

| Fecha 8          | Fecha 8   | Fecha 8          | Fecha 8     | Fecha 8 |
| Local            | Resultado | Visitante        | Fecha       | Hora    |
| ---------------- | --------- | ---------------- | ----------- | ------- |
| El Porvenir      | 2 - 4     | Platense         | 30 de marzo | 15:00   |
| Atlanta          | 1 - 1     | Villa San Carlos | 31 de marzo | 15:00   |
| Estudiantes (LP) | 4 - 1     | Deportivo Morón  | 31 de marzo | 15:30   |
| Independiente    | 2 - 3     | Excursionistas   | 31 de marzo | 15:30   |

| Fecha 9          | Fecha 9   | Fecha 9          | Fecha 9    | Fecha 9 |
| Local            | Resultado | Visitante        | Fecha      | Hora    |
| ---------------- | --------- | ---------------- | ---------- | ------- |
| Deportivo Morón  | 0 - 2     | Independiente    | 6 de abril | 15:30   |
| Platense         | 1 - 2     | Estudiantes (LP) | 6 de abril | 15:30   |
| Villa San Carlos | 3 - 1     | Excursionistas   | 7 de abril | 15:30   |
| Atlanta          | 2 - 1     | El Porvenir      | 7 de abril | 15:30   |

| Fecha 10         | Fecha 10  | Fecha 10         | Fecha 10    | Fecha 10 |
| Local            | Resultado | Visitante        | Fecha       | Hora     |
| ---------------- | --------- | ---------------- | ----------- | -------- |
| El Porvenir      | 3 - 3     | Villa San Carlos | 13 de abril | 15:30    |
| Excursionistas   | 0 - 3     | Deportivo Morón  | 13 de abril | 17:00    |
| Independiente    | 1 - 5     | Platense         | 14 de abril | 15:30    |
| Estudiantes (LP) | 2 - 0     | Atlanta          | 14 de abril | 15:30    |

| Fecha 11         | Fecha 11  | Fecha 11         | Fecha 11    | Fecha 11 |
| Local            | Resultado | Visitante        | Fecha       | Hora     |
| ---------------- | --------- | ---------------- | ----------- | -------- |
| Villa San Carlos | 1 - 1     | Deportivo Morón  | 18 de abril | 15:30    |
| Platense         | 4 - 0     | Excursionistas   | 20 de abril | 15:00    |
| El Porvenir      | 1 - 3     | Estudiantes (LP) | 20 de abril | 15:30    |
| Atlanta          | 0 - 2     | Independiente    | 21 de abril | 15:30    |

| Fecha 12         | Fecha 12  | Fecha 12         | Fecha 12    | Fecha 12 |
| Local            | Resultado | Visitante        | Fecha       | Hora     |
| ---------------- | --------- | ---------------- | ----------- | -------- |
| Deportivo Morón  | 0 - 7     | Platense         | 27 de abril | 15:30    |
| Excursionistas   | 2 - 0     | Atlanta          | 28 de abril | 15:00    |
| Independiente    | 1 - 1     | El Porvenir      | 28 de abril | 15:30    |
| Estudiantes (LP) | 2 - 1     | Villa San Carlos | 28 de abril | 15:30    |

| Fecha 13         | Fecha 13  | Fecha 13        | Fecha 13  | Fecha 13 |
| Local            | Resultado | Visitante       | Fecha     | Hora     |
| ---------------- | --------- | --------------- | --------- | -------- |
| Villa San Carlos | 1 - 1     | Platense        | 4 de mayo | 15:00    |
| Estudiantes (LP) | 4 - 2     | Independiente   | 5 de mayo | 15:30    |
| Atlanta          | 6 - 1     | Deportivo Morón | 5 de mayo | 16:00    |
| El Porvenir      | 2 - 2     | Excursionistas  | 8 de mayo | 16:00    |

| Fecha 14         | Fecha 14  | Fecha 14         | Fecha 14   | Fecha 14 |
| Local            | Resultado | Visitante        | Fecha      | Hora     |
| ---------------- | --------- | ---------------- | ---------- | -------- |
| Deportivo Morón  | 1 - 2     | El Porvenir      | 11 de mayo | 15:30    |
| Villa San Carlos | [ n. 2 ]  | Independiente    | 12 de mayo | 15:30    |
| Excursionistas   | [ n. 3 ]  | Estudiantes (LP) | 12 de mayo | 15:30    |
| Platense         | [ n. 4 ]  | Atlanta          | Postergado |          |

1. ↑  Suspendido por falta de personal médico en la cancha. Se le dio por ganado a El Porvenir 1-0.
2. ↑  Postergado. Se le dio por ganado a Independiente 1-0.
3. ↑  Suspendido por falta de personal médico en la cancha. Se le dio por ganado a Estudiantes 1-0.
4. ↑  Suspendido. Se le dio por ganado a Platense 1-0.

## Goleadoras
| Pos. | Jugadora             | Jugadora            | Equipo       | Goles |
| ---- | -------------------- | ------------------- | ------------ | ----- |
| 1.º  | Bandera de Argentina | Mariana Larroquette | UAI Urquiza  | 28    |
| 2.º  | Bandera de Argentina | Paula Ugarte        | UAI Urquiza  | 24    |
| 3.º  | Bandera de Argentina | Mariana Gaitán      | UAI Urquiza  | 21    |
| 4.º  | Bandera de Argentina | Carolina Troncoso   | Boca Juniors | 16    |
| 5.º  | Bandera de Argentina | Mercedes Pereyra    | River Plate  | 15    |
| 6.º  | Bandera de Argentina | Nicole Hain         | River Plate  | 14    |
| 7.º  | Bandera de Argentina | Ana Altube          | UBA          | 14    |
| 8.º  | Bandera de Argentina | Milagros Menéndez   | UAI Urquiza  | 12    |
| 9.º  | Bandera de Argentina | María Belén Potassa | UAI Urquiza  | 12    |
| 10.º | Bandera de Argentina | Fabiana Vallejos    | Boca Juniors | 11    |

Fuente: El Femenino.